# Richard Baldwin

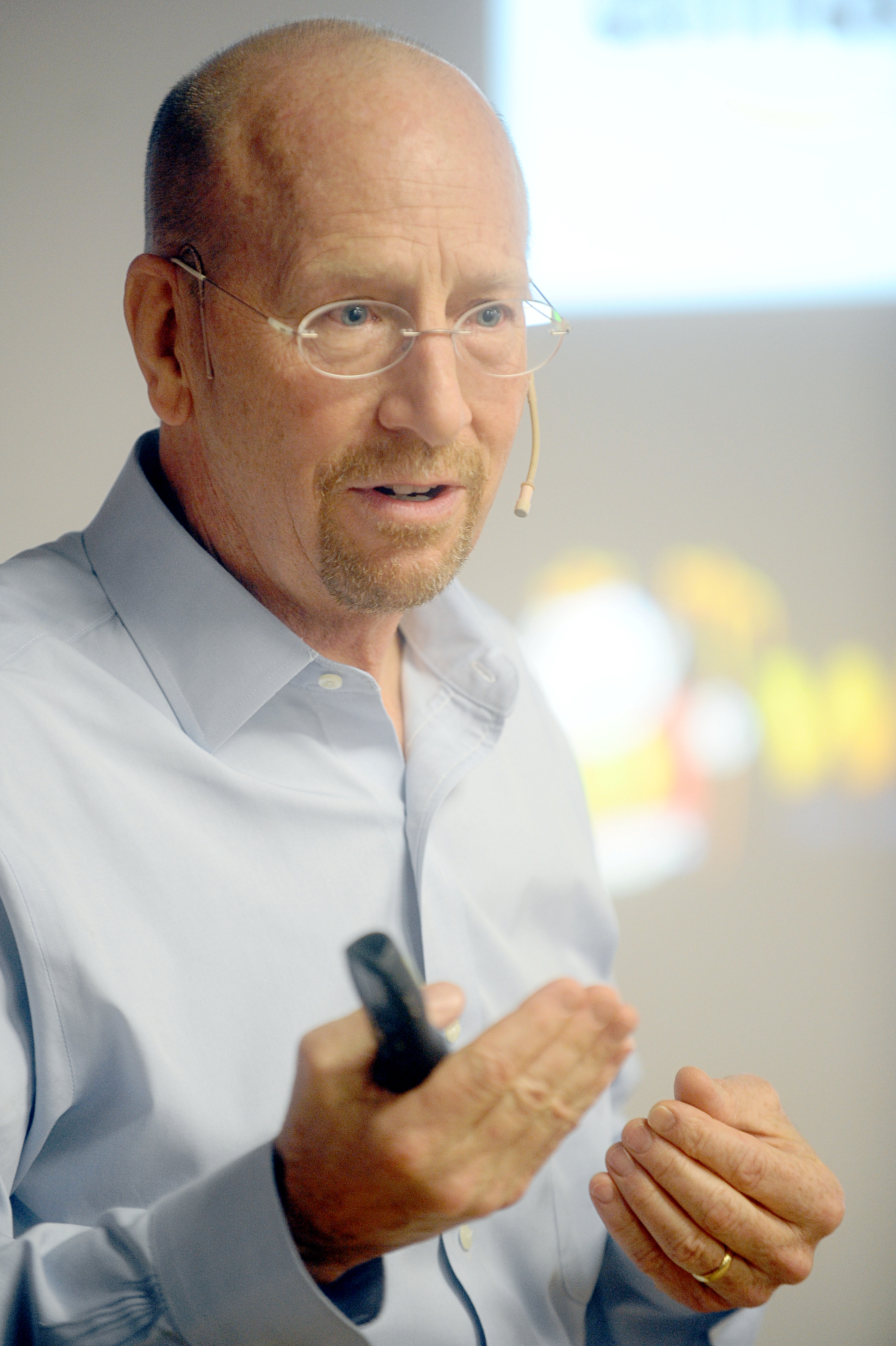
Richard Baldwin

Richard Edward Baldwin (* um 1958) ist ein amerikanischer Wirtschaftswissenschaftler und Hochschullehrer.

## Leben
Baldwin studierte Wirtschaftswissenschaften an der University of Wisconsin–Madison und schloss dort mit einem Bachelor of Arts ab, bevor er an die London School of Economics (LSE) ging. Dort erreichte er den Grad eines Master of Science (M.Sc). Er wurde am Massachusetts Institute of Technology (MIT) promoviert. Doktorvater war dort Paul Krugman, mit dem er später mehrere wissenschaftliche Artikel veröffentlichte.
1986 bis 1989 lehrte Baldwin als Assistent an der Columbia University Business School in New York City; von 1989 bis 1991 war er Professor an der Columbia University. In den Jahren 1990 und 1991 war er im Council of Economic Advisors von US-Präsident George H. W. Bush für Handelsfragen zuständig.
Seit 1991 ist Baldwin Professor für internationale Wirtschaft am Hochschulinstitut für internationale Studien und Entwicklung in Genf. Er war in den folgenden Jahren als Berater für viele Regierungen und internationale Organisationen tätig, unter anderem für die Europäische Union oder die OECD. Ferner ist er durch seine Veröffentlichungen zu Wirtschaftsfragen bekannt geworden.
Baldwin war von 2016 bis Mitte 2018 Präsident des Londoner Centre for Economic Policy Research (CEPR); seine Nachfolgerin wurde Beatrice Weder di Mauro.
Zweimal war er Mitglied des „Council of the European Economics Association“. Seit 30 Jahren forscht er für das National Bureau of Economic Research in Cambridge, Massachusetts zu den Themen Globalisierung und Handel.

## Ehrungen und Auszeichnungen
- 2005: Ehrendoktor der Handelshochschule Turku in Finnland.
- 2012: Ehrendoktor der Universität St. Gallen in der Schweiz.
- 2014: Ehrendoktor der peruanischen Päpstlichen Katholischen Universität von Peru in Lima.

## Veröffentlichungen (Auswahl)
- The Economics of European Integration. 5. Auflage. McGraw-Hill Education, New York City 2015, ISBN 978-0-07-716965-7. (1. Auflage 2003)
- The Great Convergence. Information Technology and the New Globalization. Harvard University Press, Cambridge 2016, ISBN 978-0-674-66048-9.[2]
- The Globotics Upheaval: Globalization, Robotics, and the Future of Work. Oxford University Press, Oxford 2019, ISBN 978-0-19-090176-9.